# 五老会
五老会是明朝嘉靖年间活跃在无锡地区的一个地方结社。成员共五人，皆为出身无锡世家的缙绅。

## 简介
明朝嘉靖年间，俞宪、谈恺、安如山、秦瀚与王瑛五人结成“五老会”。以交流曲艺与园林为主。